# Repynne
Repynne, česky také Repenoje, ukrajinsky Репинне, maďarsky Repenye, je obec v Mižhirské vesnické komunitě, v okresu Chust, v Zakarpatské oblasti Ukrajiny. V roce 2025 zde žilo 1144 obyvatel; v celé obci žilo 1722 obyvatel.

## Části obce
- Repynne
  - Zarika, ukrajinsky Заріка
  - Lednej, ukrajinsky Ледней
  - Monynec, ukrajinsky Монинець
- Dil, ukrajinsky Діл
- Suchyj, ukrajinsky Сухий

## Historie
První písemná zmínka o obci pochází z 24. února 1457. Do konce 1. světové války byla obec součástí Uherska. Poté byla krátkou dobu součástí Západoukrajinské lidové republiky a Západní oblasti Ukrajinské lidové republiky. Po uzavření Trianonské smlouvy byla obec součástí první československé republiky. V březnu 1939 se obec stala součástí nově vyhlášené samostatné Karpatské Ukrajiny. Brzy však byla obsazena maďarskými vojsky. Od roku 1945 byla součástí Ukrajinské sovětské socialistické republiky, která byla součástí SSSR. Od roku 1991 je součástí nezávislé Ukrajiny.

## Pamětihodnosti
- Cerkev sv. Dmitreje, z roku 1780, ukrajinská národní kulturní památka[3]

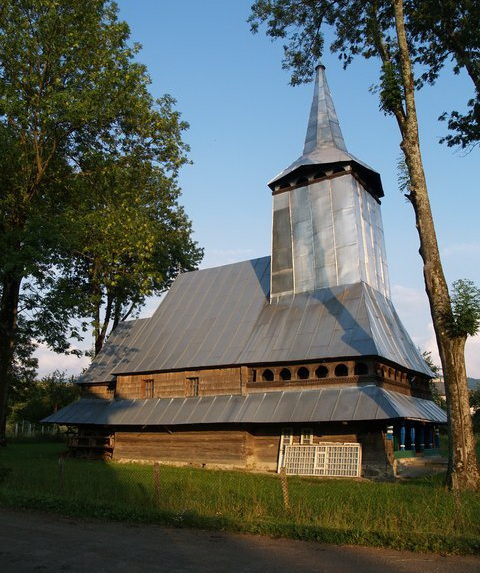
Cerkev sv. Dmitreje